# كينيث لي بورتر
كينيث لي بورتر (بالإنجليزية: Kenneth Porter)‏ هو طيار بطل أمريكي، ولد في 6 ديسمبر 1896 في دواغياك في الولايات المتحدة، وتوفي في 3 فبراير 1988 في كوينز في الولايات المتحدة.